# South by Southwest
South by Southwest (SXSW) è un festival musicale e cinematografico, composto anche di un insieme di conferenze e mostre interattive, che ha luogo ogni primavera ad Austin, la capitale del Texas, dal 1987.

## Storia
South by Southwest è uno dei più grandi festival musicali degli Stati Uniti, con una media annua di duemila artisti partecipanti nel corso dei 4 giorni dell'edizione. Nonostante si tratti di un evento con attrazione a fascia locale, gli Austin Music Awards sono riusciti nel tempo ad attrarre sempre più un numero consistente di visitatori allargando la fascia interessata all'evento, facendo sì che esso diventasse nel tempo una delle maggiori entrate fiscali per la città di Austin, con un impatto sull'economia metropolitana di almeno 110 milioni di dollari nel 2008.
La sezione dedicata al cinema e argomenti interattivi è stata inserita all'edizione SXSW del 1994, puntando su opere e lavori di registi esordienti o alla ricerca di fama. Allo stesso modo, le conferenze nel campo interattivo hanno suscitato forte seguito tra imprenditori e lavoratori del web, contribuendo a lanciare il festival come una sorta di terreno fertile per le tecnologie digitali emergenti.
Dalla prima edizione del 1987, nella quale si erano registrate 700 presenze, nel 2018 si è arrivati a registrare 28.000 presenze per gli eventi musicali e 51.000 per gli eventi cinematografici ed interattivi.

### Edizione 2010
L'edizione del 2010 è stata dedicata alla memoria di Alex Chilton, deceduto poco tempo prima di esibirsi insieme a Big Star, per il quale è stato organizzato un concerto in suo tributo il 20 marzo. Durata dal 12 al 21 marzo, si stima abbiano partecipato oltre tredicimila rappresentanti dell'industria, con circa duemila gruppi musicali che hanno depositato il proprio nome per suonare nel corso dell'evento. Tra le figure più note del campo musicale che hanno preso parte al festival, si citano: Jerry Miller, Don Stevenson e Peter Lewis, del leggendario gruppo Moby Grape.

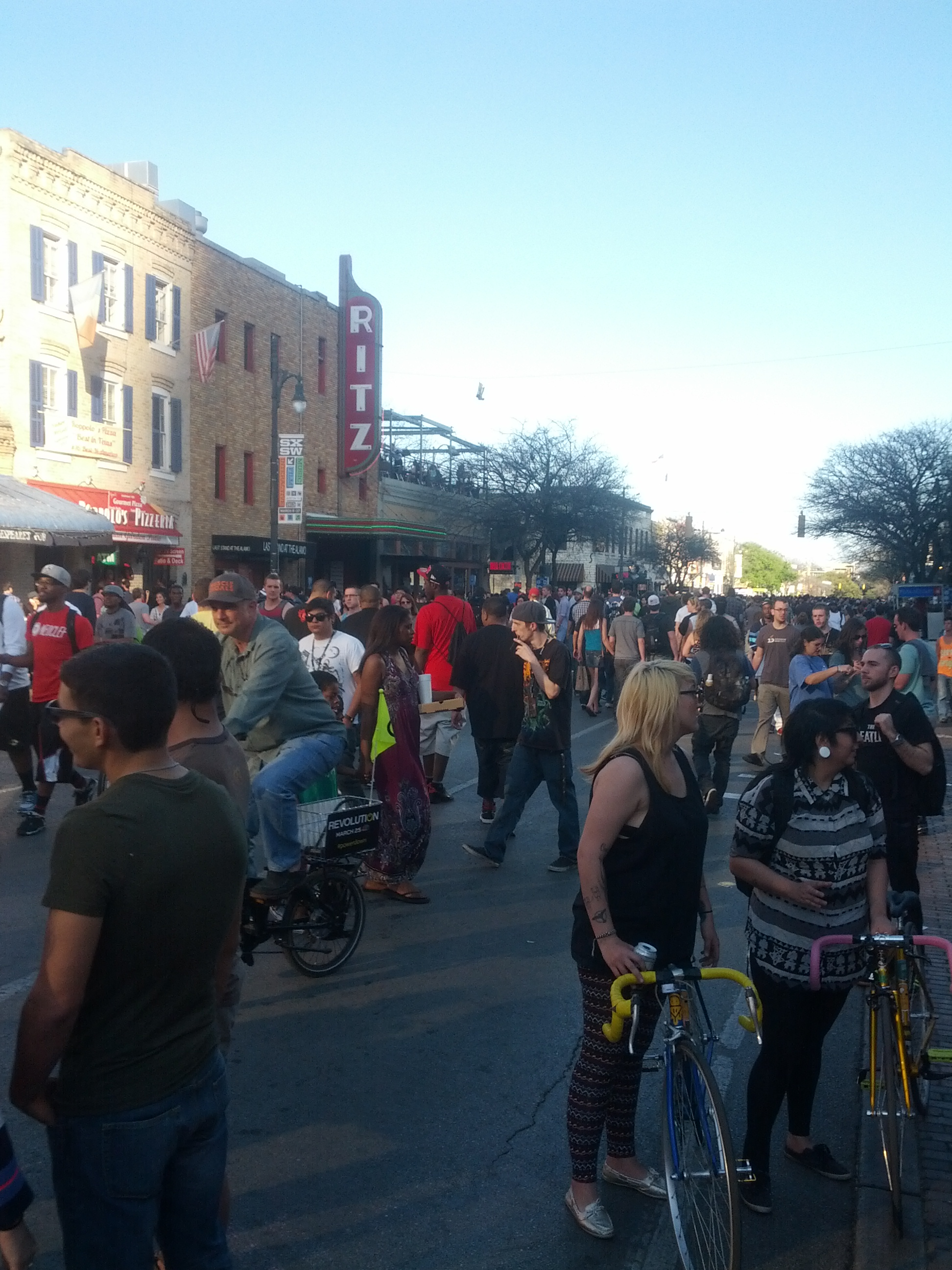
La 6th Street di Austin durante l'evento nel 2013.